# Marián Kello
Marián Kello (Gelnica, 5 september 1982) is een Slowaaks voormalig voetballer die dienstdeed als doelman. Tussen 2001 en 2017 speelde hij voor diverse clubs in Slowakije, Tsjechië, Litouwen, Schotland, Roemenië, Engeland en Cyprus. Kello speelde in 2011 drie wedstrijden in het Slowaaks voetbalelftal.

## Clubcarrière
Kello zwierf lang langs verschillende clubs, toen hij voor achtereenvolgens MFK Košice, FC Vítkovice en FBK Kaunas speelde. In 2008 tekende de doelman bij Heart of Midlothian, waarvoor hij uiteindelijk in net iets minder dan honderd duels uitkwam. In 2012 verliet hij na afloop van zijn contract Hearts om bij Astra Giurgiu in Roemenië te gaan spelen. Hij speelde twee wedstrijden voor Astra en mocht alweer vertrekken. Op 28 maart 2013 vertrok hij naar Wolverhampton Wanderers, waarvoor hij niet in actie kwam. Na een kleine vier maanden zonder club tekende Kello in oktober 2013 bij St. Mirren. In 2015 verkaste de Slowaakse doelman naar Aris Limasol. Al na een half jaar, waarin hij tweemaal in de competitie in actie kwam, vertrok hij van Cyprus en hij keerde terug bij MFK Košice. Ook voor Košice kwam Kello tweemaal in actie. In de zomer verliet hij de club weer. In 2017 zette de doelman een punt achter zijn carrière.

## Interlandcarrière
Kello maakte zijn debuut in het Slowaaks voetbalelftal op 9 februari 2011. Op die dag werd een vriendschappelijke wedstrijd tegen Luxemburg met 1–0 gewonnen. In de tweede helft mocht de doelman als invaller binnen de lijnen komen voor Ján Mucha. Een andere debutant dit duel was František Kubík.

### Gespeelde interlands
| Interlands van Marián Kello voor Slowakije | Interlands van Marián Kello voor Slowakije | Interlands van Marián Kello voor Slowakije | Interlands van Marián Kello voor Slowakije | Interlands van Marián Kello voor Slowakije | Interlands van Marián Kello voor Slowakije |
| №                                          | Datum                                      | Wedstrijd                                  | Uitslag                                    | Competitie                                 | Goals                                      |
| Als speler bij Heart of Midlothian         | Als speler bij Heart of Midlothian         | Als speler bij Heart of Midlothian         | Als speler bij Heart of Midlothian         | Als speler bij Heart of Midlothian         | Als speler bij Heart of Midlothian         |
| ------------------------------------------ | ------------------------------------------ | ------------------------------------------ | ------------------------------------------ | ------------------------------------------ | ------------------------------------------ |
| 1                                          | 9 februari 2011                            | Luxemburg – Slowakije                      | 2 – 1                                      | Vriendschappelijk                          |                                            |
| 2                                          | 29 maart 2011                              | Slowakije – Denemarken                     | 1 – 2                                      | Vriendschappelijk                          |                                            |
| 3                                          | 4 juni 2011                                | Slowakije – Andorra                        | 1 – 0                                      | EK 2012 kwalificatie                       |                                            |